# Aleptina aleptivoides
Aleptina aleptivoides là một loài bướm đêm trong họ Noctuidae.